# محمد أبعمران
محمد أبعمران (1932 - 20 فبراير 2020) (بالأمازيغية: ⵎⵓⵃⵎⵎⴰⴷ ⴰⴱⴰⵄⵎⵕⴰⵏ) هو فنان مغربي أمازيغي من أبرز الوجوه السينمائية الناطقة بتشلحيت والمعروف في الساحة الفنية بـ«بوتفوناست» (مالك البقرة) نسبة إلى عنوان أشهر أفلامه.

## بداياته
ولد محمد أبعمران سنة 1932 بدوار تيكيضا بآيت رخا بإقليم سيدي إفني. جمع من صغره بين الغناء والتمثيل والفكاهة. كانت بداياته مع فن الحلقة.

## أعماله
يعتبر فيلم «دا حماد بوتفوناست» من أهم أعمال محمد أبعمران في بداية تسعينات القرن الماضي الذي لعب بطولته إلى جانب الحسين إبوركا. بالإضافة إلى أغاني مثل «إميك سيميك» (شيئا فشيئا) وأغنية «بوسالم».

## وفاته
توفي محمد أبعمران في الدار البيضاء يوم الخميس 20 فبراير 2020 بعد صراع طويل مع المرض.